# Napothera epilepidota
A Napothera epilepidota a madarak osztályának verébalakúak (Passeriformes) rendjébe és a Pellorneidae családjába tartozó faj.

## Rendszerezése
A fajt Coenraad Jacob Temminck holland arisztokrata és zoológus írta le 1827-ben, a Myiothera nembe Myiothera epilepidota néven.

## Alfajai
- Napothera epilepidota amyae (Kinnear, 1925)
- Napothera epilepidota bakeri (Harington, 1913)
- Napothera epilepidota clara (Robinson & Kloss, 1919)
- Napothera epilepidota davisoni (Ogilvie-Grant, 1910)
- Napothera epilepidota delacouri Yen, 1934
- Napothera epilepidota diluta (Robinson & Kloss, 1916)
- Napothera epilepidota epilepidota (Temminck, 1828)
- Napothera epilepidota exsul (Sharpe, 1888)
- Napothera epilepidota granti (Richmond, 1900)
- Napothera epilepidota guttaticollis (Ogilvie-Grant, 1895)
- Napothera epilepidota hainana (Hartert, 1910)
- Napothera epilepidota mendeni Neumann, 1937
- Napothera epilepidota roberti (Godwin-Austen & Walden, 1875)[2]

## Előfordulása
Dél- és Délkelet-Ázsiában, Bhután, Kína, India, Indonézia, Laosz, Malajzia, Mianmar, Thaiföld és Vietnám területén honos. A természetes élőhelye a szubtrópusi vagy trópusi síkvidéki- és hegyi esőerdők. Állandó, nem vonuló faj.

## Megjelenése
Testhossza 10-11 centiméter.

## Életmódja
Rovarokkal és pókokkal táplálkozik.